# Classe King George V (nave da battaglia 1911)
La classe di navi da battaglia britanniche King George V, completata nel 1911 e composta da 4 vascelli, seguì immediatamente la classe Orion ma fu di dislocamento lievemente maggiore con piccoli miglioramenti incorporati nel progetto tant'è che le navi della nuova classe erano molto difficili da distinguere da quelle di classe Orion.
Le navi da battaglia di questa classe furono dotate degli stessi cannoni Mark V da 342 mm, ma equipaggiate con un proiettile leggermente più pesante (1400 libbre rispetto a 1.250 libbre). L'armamento secondario venne ridisposto per migliorare la distribuzione del fuoco verso prua, che i modelli tattici indicavano come la più minacciata dagli attacchi delle torpediniere. Furono anche le prime ad essere dotate di un sistema integrato di controllo del tiro posto nel torrione di comando; in particolare la capoclasse montava un telemetro Barr & Stroud da 2,7 m non stabilizzato mentre le altre un Argo stabilizzato; i dati raccolti venivano inviati ad un computer meccanico che si interfacciava con le tavole di tiro e calcolava le distanze, trasmesse poi per telefono o portavoce alle torri di tiro; due di queste potevano subentrare alla centrale principale in caso di necessità.
La corazzatura venne leggermente distribuita e si pensa, migliorata. Venne migliorata anche la protezione subacquea, sebbene questi miglioramenti non bastarono a salvare l'Audacious quando colpì una mina tedesca alla fine del 1914
La sovrastruttura e l'alberatura vennero leggermente riviste. Il motore venne progettato per una velocità superiore di un nodo a quello delle navi classe Orion. Questa miglioria fu poco sfruttata nella vita operativa di questa classe di navi poiché, in pratica, navigarono quasi sempre accompagnate da navi più lente.
Globalmente ebbero successo, sebbene venissero accolte senza particolare entusiasmo dal pubblico e dalla stampa, dato che erano state presentate come un grande miglioramento rispetto alle navi da battaglia classe Orion. In particolare ci si aspettava che le navi di questa classe sarebbero state dotate di cannoni secondari da 6 pollici, ma questo calibro venne montato sulle navi della classe successiva, la Iron Duke.
Vennero costruite 4 navi di questa classe:
- King George V
- Centurion
- Audacious
- Ajax